# 上村以和於
上村 以和於（かみむら いわお、1940年12月22日 - ）は、日本の歌舞伎評論家。

## 来歴
本名・上村巌。東京生まれ。慶應義塾大学文学部英文科卒、同大学院修士課程修了。1977年より歌舞伎劇評・ 評論活動を『演劇界』などを中心に開始、94年より「日本経済新聞」の劇評を担当。山村女子短期大学教授。1994年関西文学賞受賞。ブロガーでもある。2005年より自サイトで随談を連載。公式サイト: http://iwaokamimura.jp 

## 著書
- 『演劇の季節』関西書院 1997
- 『歌舞伎の情景』演劇出版社 1997
- 『21世紀の歌舞伎役者たち』三月書房 2000
- 『歌舞伎』大倉舜二写真 カースティン・マカイヴァー訳 講談社インターナショナル 2001
- 『新世紀の歌舞伎俳優たち』三月書房 2001
- 『時代のなかの歌舞伎 近代歌舞伎批評家論』慶應義塾大学出版会 2003
- 『仮名手本忠臣蔵』慶應義塾大学出版会 2005
- 『歌舞伎百年百話』河出書房新社 2007
- 『東横歌舞伎の時代』雄山閣出版 2016

## 論文
- Cinii

## 注
1. ↑  『文藝年鑑』2014